# Nowokuźnieck (stacja kolejowa)
Nowokuźnieck (ros: Станция Новокузнецк) – stacja kolejowa w Nowokuźniecku, w obwodzie kemerowskim, w Rosji.
Stacja jest częścią Nowokuźnieckiego Wydziału Kuzbass Kolei Zachodniosyberyjskiej (w cyrylicy: Кузбасское отделение Западно-Сибирской железной дороги) Kolei Rosyjskich.
Stacja została otwarta w 1916, a została zelektryfikowana w 1937.